# Mamaika (Sochi)
Mamaika (del ruso: Мамайка) es un microdistrito perteneciente al distrito Central de la unidad municipal de la ciudad-balneario de Sochi del krai de Krasnodar del sur de Rusia. Tenía alrededor de 10 000 habitantes.
Está situado en la costa occidental del distrito, en la desembocadura del río Psaje o Mamaika en el mar Negro. Sus principales arterias son las calles Vinográdnaya, Krymskaya y Landyshevaya.

## Historia
Su nombre deriva de la fortaleza otomana Mamái-Kale, situada junto a la desembocadura del río. Los restos más antiguos que se han hallado en esta zona corresponden a una fortaleza bizantina de entre los siglos I y VI. 

## Lugares de interés
Es una zona turística principalmente por sus playas. Cabe destacar la iglesia de San Panteleimón (2001) y los restos de la fortaleza otomana Mamái-Kale.

## Transporte
Cuenta con una plataforma ferroviaria en la línea Tuapsé-Ádler.